# Henri Gresley
Henri Gresley, né le 9 février 1819 à Wassy et mort le 2 mai 1890 à Paris, est un général, conseiller d'État et homme politique républicain français.

## Biographie
Henri Gresley est né le 9 février 1819 à Wassy. Son père, François Xavier Gresley, est professeur puis principal de collège, à Wassy puis à Semur-en-Auxois. Sa mère, Nathalie Larivière, est la fille d'un marchand.

### Carrière militaire
Henri Gresley entre en 1838 à l’École polytechnique. En octobre 1840, il est sous-lieutenant puis il entre en 1841 à l’École d’application de l’État-major. Il est ensuite promu lieutenant, puis capitaine en novembre 1845.
Affecté en Algérie, il est blessé en 1849, lors du siège de Zaatcha. Il reçoit en 1850 la croix de chevalier de la Légion d’honneur. Il est promu chef d'escadron en 1855 et officier de la Légion d'honneur en 1856. En 1857, il commande le cercle de Djijelli, puis dirige le bureau des affaires arabes à Constantine à partir de novembre 1859. 
Il est nommé lieutenant-colonel en décembre 1861. Chef du bureau politique à Alger, il est promu colonel en 1865 et commandeur de la Légion d’honneur en 1868.
Il quitte l'Algérie pour la métropole au moment de la guerre franco-allemande de 1870. Promu général de brigade le 12 août 1870, il est fait prisonnier lors de la défaite de Sedan et interné en Allemagne jusqu'en mars 1871. Il est ensuite intégré à l'armée de Versailles. En 1874, il devient chef d’état-major général adjoint au ministère de la Guerre en mars puis chef d'État-Major des armées du ministre de la Guerre en juin. Il est promu général de division le 3 mai 1875.
En avril 1876, il est nommé conseiller d’État en service extraordinaire. Pendant la crise du 16 mai 1877, il est reste neutre, ce qui lui vaut d'être relevé de ses fonctions au ministère et mis en disponibilité. 

### Ministre et sénateur républicain
Le 13 janvier 1879, le maréchal de Mac-Mahon, qui connaît Henri Gresley depuis leurs carrières en Algérie, le choisit comme ministre de la Guerre. Gresley est à l’origine de la démission de Mac-Mahon. En effet, il propose à Mac-Mahon 28 janvier de relever cinq généraux de leur commandement. Mac-Mahon refuse et démissionne de la présidence de la République le 30 janvier 1879. 
Gresley reste ministre de la Guerre dans le gouvernement de William Waddington. C'est lui qui fait de La Marseillaise l’hymne national en 1879. Il est élu sénateur inamovible le 27 mai 1879 et siège au centre gauche, soutenant les ministères républicains.
En mars 1880, Henri Gresley est nommé commandant du 5ème corps d’armée, jusqu'en 1883. Il prend sa retraite militaire en mars 1884.
Resté célibataire, il meurt à Paris, à son domicile au 20 rue Soufflot, le 2 mai 1890. Ses obsèques religieuses ont lieu dans l'église Saint-Etienne-du-Mont. Il est inhumé au cimetière de Semur-en-Auxois, dans la Côte-d'Or.

## Distinctions
- Médaille militaire (29 décembre 1882) en tant qu'officier général[6]
- Grand officier de la Légion d'honneur (1880)